# 蕭仁徵
蕭仁徵（1925年5月28日－）字丹初，生於陝西省周至縣。1949後定居台灣，畫家與美術教育工作者。

## 生平

### 中國大陸時期
蕭仁徵1925年生於陝西省周至縣九峰鄉懷道村黃家堡:192:5。在祖安鎮高級中心小學就讀時，在鞏育勤老師的圖畫課堂開啟對美術的興趣和基礎:26。蕭氏於1943年考入私立武成初級中學，然而家境貧困使他初中一度輟學，父親利用農忙暇餘時間教導他克難練字，以毛筆沾水寫於炕坯土上，這段經驗奠定他日後畫作中含有的書法線條元素:5。蕭氏於1946年復學就讀國防部預備幹部局特設長春青年中學，在其美術課程中正式學習西畫、水墨畫，假日則到長春市的「文英畫社」學習素描，隔年（1947年）轉讀國防部預備幹部局特設嘉興青年中學，並持續學習中、西畫:140。

### 臺灣時期
1949年蕭仁徵隨當時國民政府抵臺，生活困頓卻依然在1951年考取中國美術協會的美術研究班，受到朱德群、黃榮燦、陳定山的指導學習中、西畫。1952年在台北「世界廣告工程公司」任職廣告設計:140。參加國民學校專科（美術科）教員檢定通過後:27，1953年開始在基隆任教，在當地多所中、小學及專科學校任教數十年至退休，同時持續美術創作與參展:27。1962年在基隆舉辦蕭仁徵個人首展，同時也是基隆地方在戰後的第一個個人展覽:6。1965年考入國立藝專（今國立台灣藝術大學）美術科，並持續參加國內外美術展覽，亦與同儕發起成立畫會、學會、協會等； 如1959年成立長風畫會、1964年成立中國現代水墨畫會、1968年成立中國水墨畫學會、1977年成立基隆市美術協會、1995年成立二十一世紀現代水墨畫會、2007年成立基隆海藍水彩畫會、2009年成立新東方現代書畫家協會等:141-148。

## 藝術風格
蕭仁徵創作類型包括水彩、水墨、壓克力彩、墨彩、書法等。早年主要以水墨、水彩創作具象的風景、人物。:36自1950年代起，受西方現代藝術思潮與台灣畫壇現代繪畫運動影響，開始以傳統中國墨色與線條融入現代藝術創作，探索各種抽象或半抽象的現代水墨表現形式。學者蕭瓊瑞認為以抽象水墨為他最重要與最具代表性的藝術風格與成就，作品中展現水墨的趣味、書法的律動、色彩的生氣，與東方文人溫潤精神。:6-8。

## 外部連結
- 新東方畫會 （页面存档备份，存于）
- 《提煉時光｜新北藝術家檔案紀錄片系列》蕭仁徵 （页面存档备份，存于）